# أنابيب بيترسون
بيترسون (Peterson) هي شركة تصنيع أنابيب أيرلندية تأسست عام 1865 ويقع مقرها الرئيسي في دبلن.

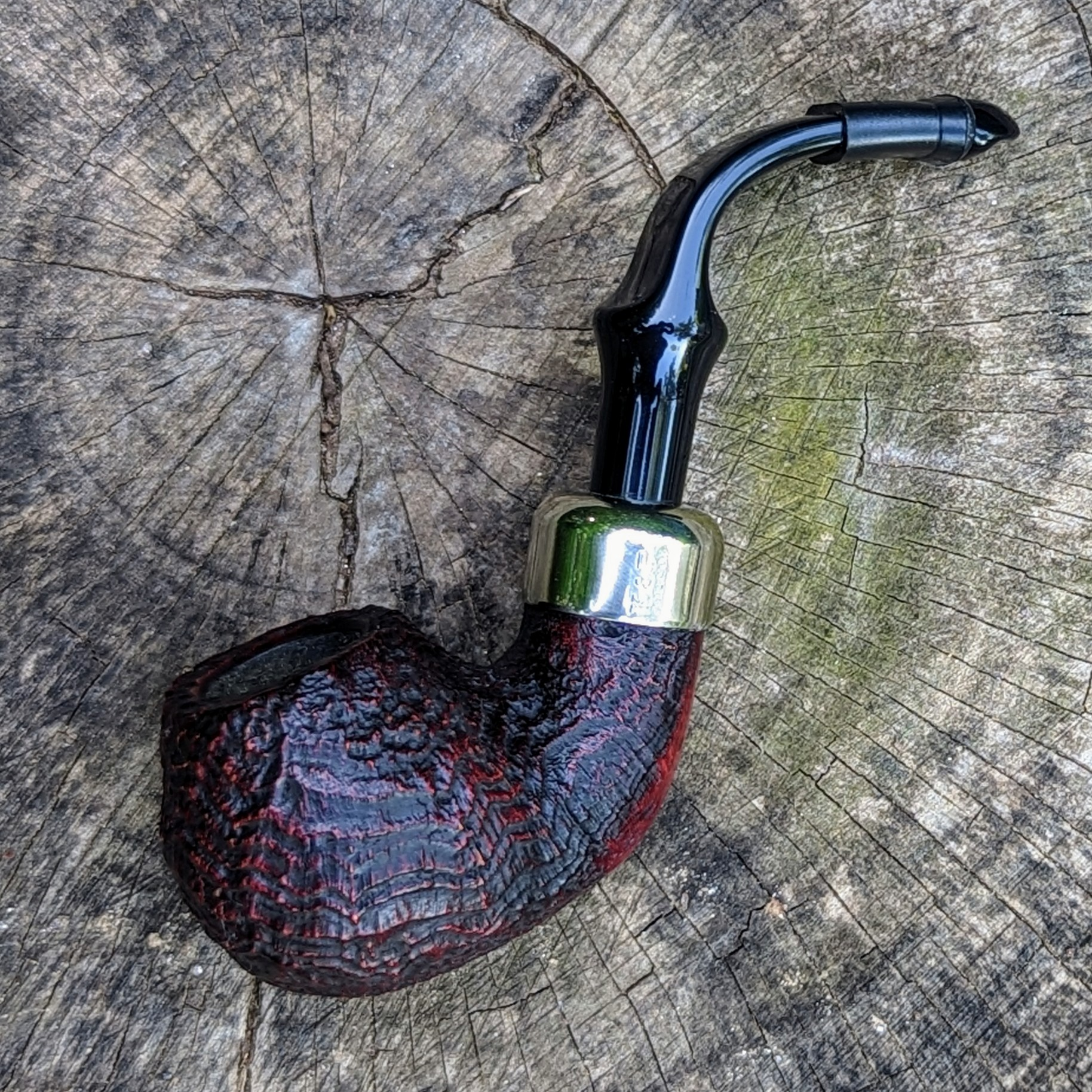
أنابيب سيستم ستاندرد لبيترسون

## التاريخ
أسس المهاجران الألمانيان فريدريش وهاينريش كاب، اللذان هاجرا إلى أيرلندا من نورمبورغ، متجر كاب بروذر (Kapp Brothers) الشهير في شارع جرافتون، دبلن في عام 1865. وبعد ذلك بفترة وجيزة، دخل المهاجر اللاتفي تشارلز بيترسون إلى ورشة عمل كاب (Kapp) وصرح أنه يستطيع صنع أنابيب أفضل منهم. مسلحًا بذوق خيالي في صناعة الأنابيب وخلفية حرفي، لم يثبت بيترسون أنه على صواب فحسب، بل أصبح الشريك الثالث في الشركة الوليدة.

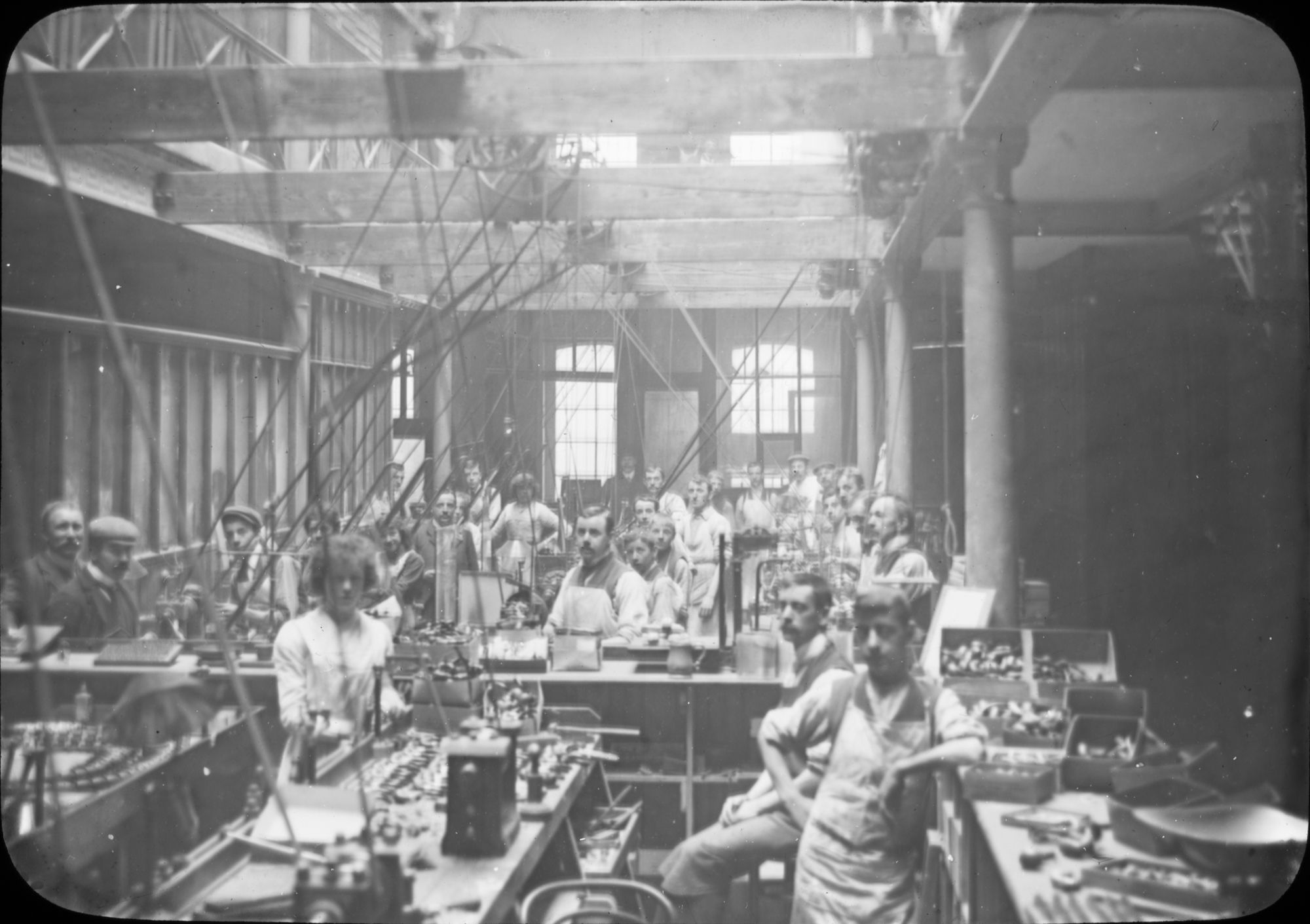
منظر لطابق الإنتاج، حوالي عام 1911.

يقع مقر العمل في الأصل في شارع 53 جرافتون، وانتقل إلى شارع لوار ساكفيل (الآن شارع أوكونيل) 56 على زاوية شارع بكالوريوس ووك (Bachelors Walk) بعد إيستر رايزنغ (Easter Rising) بقليل. ولا يزال من الممكن مشاهدة اسم (Kapp & Peterson Ltd) على جدار المبنى وتشكيلة الأحرف (KP) في الألواح الخشبية على واجهة المتجر.
لمدة ثلاثون عامًا، تم إدارة شركة بيترسون من قبل توماس بالمر وتم تصنيع حوالي 100 ألف أنبوب سنويًا يتم توزيعها في جميع أنحاء العالم. وفي عام 2018، أعلنت شركة لوديسي (Laudisi Enterprises) - الشركة الأم لكل من موقع Smokingpipes.com وشركة كورنيل وديل (Cornell & Diehl) - عن شراء شركة بيترسون.

## الأنابيب

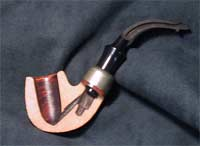
قطع أنابيب نظام بيترسون الجاف

على الأرجح أن تصميم بيترسون الشهير أنابيب 'دراي سيستم' (بالعربية: النظام الجاف) كان التصميم الأكثر بروزًا من مصنع كاب وبيترسون، والذي حصل على براءة اختراع في عام 1894. تميز بخزان صغير مخصص لجمع الرطوبة قبل أن تصل إلى المدخن، تم تصميم سيستم بايب (System Pipe) ليصنع دخان أكثر جفافًا وبرودة وليثبط تشكيل بقايا السيجارة. لا يزال سيستم بايب من الأكثر مبيعًا لبيترسون.
وتصميم آخر بارز من بيترسون هو ما يسمى بـ "P-lip": يحتوي على قطعة فموية والتي بدورها توجه الدخان للأعلى باتجاه سقف الفم بدلًا من اللسان. يهدف هذا التصميم إلى إنتاج دخان أكثر جفافًا وأقل قضمًا مما يحدث عندما يتم توجيه الدخان نحو اللسان، كما هو الحال مع الأنابيب الأخرى.
تقدم بيترسون خطوط أنابيب مختلفة ومتعددة بما في ذلك أنابيب آرمي فلتر، وآران، وديلوكس سيستم، ودونيجال روكي، ودراكولا، وهارب، وكيلدير، وشيرلوك هولمز، وسيستم سبيجوت، وأنابيب سيستم ستاندرد. وينتجون أيضًا أنبوب العام بجانب أنابيب العطلات السنوية التي تحتفل بعيد الميلاد والهالوين وعيد القديس باتريك.

## التبغ
كانت بيترسون منتجة لخلطات عديدة من تبغ الغليون ومنها: الخلطات العطرية الشهيرة (مثل Connoisseur's Choice)، وخلطات بورلي/فيرجينيا (مثل شيرلوك هولمز Sherlock Holmes)، ومزيج على الأسلوب الإنجليزي (مثل دوبلن القديمة Old Dublin).
في يوليو عام 2018، أعلنت مجموعة التبغ الاسكندنافية (Scandinavian Tobacco Group) عن استحواذها على العلامة التجارية لبيترسون لأنابيب التبغ وأعمالها من الشركة الأم لبيترسون  (Kapp & Peterson Limited). وفي ذات الشهر، أعلنت شركة Laudisi Enterprises عن الاستحواذ على عمليات بيترسون المتبقية، وهي مصنع الأنابيب ومتجر البيع بالتجزئة.

## في الأعمال الإبداعية
في المشهد الأول من مسرحية صموئيل بيكيت في انتظار جودو، صرخت شخصية بوزو، الذي فقد غليونه، لقد فقدت كاب وبيترسون خاصتي!